# Club Basket Bilbao Berri 2024-2025
Questa voce raccoglie le informazioni riguardanti il Club Basket Bilbao Berri nelle competizioni ufficiali della stagione 2024-2025.

## Stagione
La stagione 2024-2025 del Club Basket Bilbao Berri è la 20ª nel massimo campionato spagnolo di pallacanestro, la Liga ACB.

## Roster
Aggiornato al 14 aprile 2025.
| Surne Bilbao Basket 2024-25 | Surne Bilbao Basket 2024-25 |
| Giocatori                   | Staff tecnico               |
| --------------------------- | --------------------------- |

| N. | Naz.                                   | Ruolo | Nome                       | Anno | Alt.   | Peso   |  |
| -- | -------------------------------------- | ----- | -------------------------- | ---- | ------ | ------ |  |
| 3  | Norvegia (bandiera)                    | P     | Harald Frey                | 1997 | 188 cm | 84 kg  |  |
| 5  | Stati Uniti (bandiera)                 | G     | Muhammad-Ali Abdur-Rahkman | 1994 | 196 cm | 86 kg  |  |
| 6  | Spagna (bandiera)                      | C     | Carlos Taboada             | 2003 | 215 cm |        |  |
| 7  | Francia (bandiera)                     | GA    | Malcolm Cazalon            | 2001 | 198 cm | 84 kg  |  |
| 9  | Spagna (bandiera)                      | G     | Rubén Domínguez            | 2003 | 197 cm | 85 kg  |  |
| 10 | Spagna (bandiera)                      | P     | Iker Chacón                | 2004 | 187 cm |        |  |
| 11 | Belgio (bandiera)                      | AG    | Thijs De Ridder            | 2003 | 202 cm | 98 kg  |  |
| 12 | Polonia (bandiera)                     | AG    | Tomasz Gielo               | 1993 | 205 cm | 102 kg |  |
| 13 | Mali (bandiera) · Spagna (bandiera)    | C     | Bassala Bagayoko           | 2006 | 207 cm | 100 kg |  |
| 17 | Stati Uniti (bandiera)                 | C     | Marvin Jones               | 1993 | 213 cm | 100 kg |  |
| 19 | Svezia (bandiera) · Spagna (bandiera)  | P     | Melwin Pantzar             | 2000 | 191 cm | 87 kg  |  |
| 22 | Spagna (bandiera)                      | AP    | Xavi Rabaseda (C)          | 1989 | 196 cm | 93 kg  |  |
| 24 | Rep. Dominicana (bandiera)             | G     | Omar Silverio              | 1998 | 192 cm | 87 kg  |  |
| 30 | Slovenia (bandiera)                    | AP    | Zoran Dragić               | 1989 | 196 cm | 91 kg  |  |
| 32 | Islanda (bandiera)                     | C     | Tryggvi Hlinason           | 1997 | 216 cm | 118 kg |  |
| 43 | Senegal (bandiera) · Spagna (bandiera) | C     | Amar Sylla                 | 2001 | 206 cm | 102 kg |  |
| 77 | Estonia (bandiera)                     | G     | Kristian Kullamäe          | 1999 | 193 cm | 85 kg  |  |

| Allenatore                                                                                                 |
| - Jaume Ponsarnau                                                                                          |
| Assistente/i                                                                                               |
| - Sergio García - Ibon López de Letona - Javi Salgado Legenda - (C) Capitano - (IN) Inattivo - Infortunato |

## Mercato

### Sessione estiva
| Acquisti | Acquisti                   | Acquisti          | Acquisti   | Acquisti |
| R.a      | Nome                       | da                | Modalità   |          |
| -------- | -------------------------- | ----------------- | ---------- | -------- |
| P        | Harald Frey                | Telekom Bonn      | svincolato |          |
| G        | Muhammad-Ali Abdur-Rahkman | Darüşşafaka       | svincolato |          |
| G        | Rubén Domínguez            | Estudiantes       | svincolato |          |
| AP       | Zoran Dragić               | Cedevita Olimpija | svincolato |          |
| AG       | Tomasz Gielo               | Stal Ostrów Wiel. | svincolato |          |
| C        | Bassala Bagayoko           | Free agent        | svincolato |          |
| C        | Marvin Jones               | Budućnost         | svincolato |          |
| C        | Amar Sylla                 | Braunschweig      | svincolato |          |

| Cessioni | Cessioni            | Cessioni           | Cessioni       | Cessioni |
| R.       | Nome                | a                  | Modalità       |          |
| -------- | ------------------- | ------------------ | -------------- | -------- |
| P        | Alex Renfroe        | Real Betis         | fine contratto |          |
| PG       | Adam Smith          | Free agent         | fine contratto |          |
| G        | Keith Hornsby       |                    | ritirato       |          |
| G        | Tomeu Rigo          | Obradoiro          | fine contratto |          |
| AP       | Unai Barandalla     | Huelva la Luz      | fine contratto |          |
| AP       | Alejandro Reyes     | Manresa            | fine contratto |          |
| AG       | Denzel Andersson    | Dziki Varsavia     | fine contratto |          |
| C        | Sacha Killeya-Jones | Kawasaki Brave Th. | fine contratto |          |
| C        | Giōrgos Tsalmpourīs | Paniōnios          | fine contratto |          |

### Dopo l'inizio della stagione
| Acquisti | Acquisti         | Acquisti   | Acquisti         | Acquisti      |
| R.       | Nome             | da         | Data             | Modalità      |
| -------- | ---------------- | ---------- | ---------------- | ------------- |
| G        | Omar Silverio    | Free agent | 12 gennaio 2025  | svincolato    |
| GA       | Malcolm Cazalon  | Strasburgo | 17 febbraio 2025 | svincolato    |
| C        | Bassala Bagayoko | Zornotza   | 28 marzo 2025    | fine prestito |

| Cessioni | Cessioni         | Cessioni   | Cessioni         | Cessioni       |
| R.       | Nome             | a          | Data             | Modalità       |
| -------- | ---------------- | ---------- | ---------------- | -------------- |
| C        | Bassala Bagayoko | Zornotza   | 31 gennaio 2025  | prestito       |
| G        | Omar Silverio    | Free agent | 12 febbraio 2025 | fine contratto |